# Friedrich Stolberg
Johann Bruno Friedrich Stolberg (* 24. November 1892 in Straßburg; † 2. März 1975 in Goslar) war ein deutscher Architekt, der als Burgen- und Höhlenforscher bekannt wurde. 

## Leben
Er war der Sohn des Kunsthistorikers August Stolberg (1864–1945) und dessen Ehefrau Luise Stolberg geborene Werther (1868–1943). Nach dem Schulbesuch in Straßburg studierte er Architektur an der Technischen Hochschule Karlsruhe und schloss das Studium 1919 mit dem akademischen Grad eines Diplom-Ingenieurs ab.
1923 promovierte Friedrich Stolberg zum Dr.-Ing. mit der Dissertation Das Turmdachwerk vom Mittelalter bis zu Barockzeit, dargestellt an Landkirchen aus dem Lahngebiet. 
Mitte der 1920er Jahre erschien seine erste Veröffentlichung über Höhlen des Harzes. Stolberg gehört zu den Gründungsvätern der Harzer Höhlenforschung. Er vermaß erstmals viele wichtige Höhlen des Harzes, darunter die Höhlen der Gipskarstlandschaft Hainholz. In den Jahren von 1928 bis 1932 erfasste Friedrich Stolberg die unter Schutz stehenden Bau- und Kunstdenkmäler des Kreises Hofgeismar. Als Nachfolger seines Vaters übernahm er 1935 die Leitung von Museum und Stadtarchiv Nordhausen im Regierungsbezirk Erfurt der preußischen Provinz Sachsen. Nach einer städtischen Verwaltungsreform verlor er 1938 diesen Posten und wechselte als Architekt in das Stadtbauamt Potsdam. 1950 verließ er die DDR und ging nach West-Berlin. Nach einer beruflichen Station in Verden war er zuletzt bis 1957 im Stadtbauamt Goslar tätig.
In den 1930er Jahren nahm Friedrich Stolberg die Vermessung zahlreicher Burganlagen im Harz vor und veröffentlichte darüber das Standardwerk Befestigungsanlagen im und am Harz von der Frühgeschichte bis zur Neuzeit (= Forschungen und Quellen zur Geschichte des Harzgebietes (Harz-Forschungen, Band 9)), das 1983 im Verlag Lax in Hildesheim erschien. Dafür bekam er 1970 das Verdienstkreuz erster Klasse des niedersächsischen Verdienstordens verliehen.
Friedrich Stolberg war Mitglied des Harz-Vereins für Geschichte und Altertumskunde und Vorsitzender des Nordhäuser Geschichts- und Altertumsvereins. Er starb kinderlos im Jahr 1975 in Goslar.

## Schriften
- Die Höhlen des Harzes. In: Der Harz 2, Sonderheft, Magdeburg 1926.
- Neues über den Klinkerbrunnen und die Marthahöhle. In: Mitteilungen Höhlen- und Karstforschung, Jahrgang 1936, Heft 1.
- Befestigungsanlagen im und am Harz von der Frühgeschichte bis zur Neuzeit. Ein Handbuch. Verlag Lax, Hildesheim 1968 (2. Auflage 1983, ISBN 3-7848-1002-X).